# 신룡 (드래곤볼)
신룡(神龍)은 만화 '드래곤볼'에 등장하는 가공의 캐릭터이다. 성우는 겐다 텟쇼, 고우리 다이스케(GT), 오오토모 류자부로(카이) / 시영준(투니버스, 대원 재더빙), 최낙윤(대원방송), 곽윤상(신들의 전쟁), 설영범(비디오 오리지널), 이종구(비디오 GT), 한상덕(비디오 극장판) 

## 개요

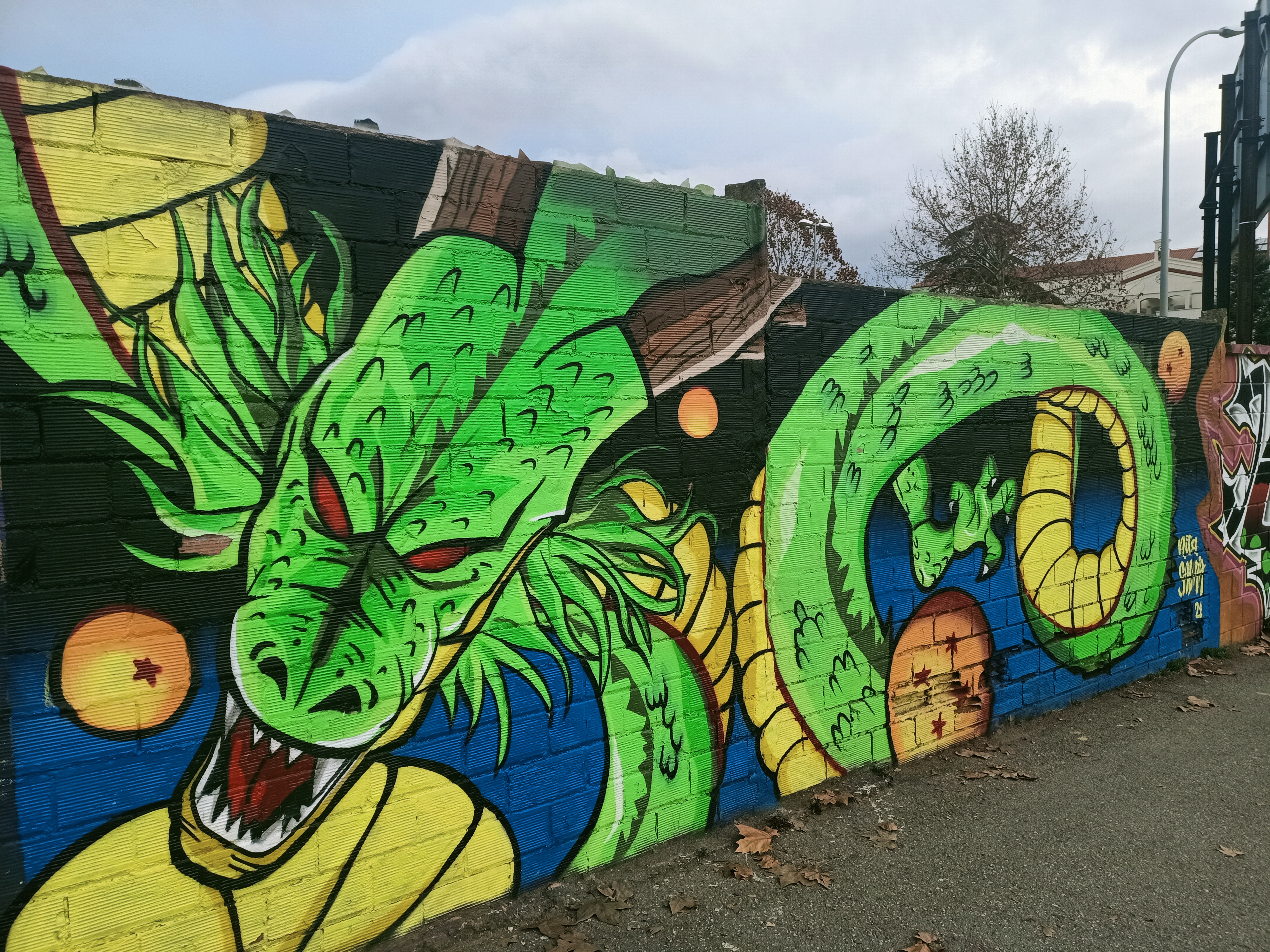

곳곳에 흩어져 있는 일곱개의 드래곤볼을 모두 모으면 등장하는 용이다.어떤 소원이든 1가지만 들어주나,신을 능가하는 소원은 들어주지 못한다.또한 죽은 사람도 1번만 되살릴수 있으며, 
2번은 살려내지 못하는 등 모든 소원을 다 들어주지는 못한다, 드래곤볼을 모두 모아야만 등장하기 때문에 사실상 거의 보기 어렵다. 뿐만 아니라 소원을 이루어주고 나면 1년간 소원을 빌수 없다.
이후 덴데가 신이 되면서 소원의 개수가 2개로 늘어났으며, 살려내는 횟수의 제한도 없어진 듯한 모습이다.
드래곤볼 7개를 다 모았을 때만 등장한다.어떤 소원이든 한 가지만 들어주나 신이 할 수 없는 소원은 들어주지 못한다.죽은 사람을 살릴 수있다.그렇지만 예전의 드래곤볼은 한번 살아난 사람은 다시 살릴수 없었지만 덴데가 새로만든 드래곤볼은 그 횟수 제한이 없어졌다.소원을 이루어주면 신룡은 사라지고 드래곤볼은 지구 곧곧으로 흩어지며 그 후 1년 간 돌덩이로 변한 뒤 다시 7개의 드래곤볼을 모으면 다시 신룡이 나타나 소원을 빌수있다. 단 특정조건을 한도하여서 들어주므로 모든 소원을 다 들어 준다고는 볼 수 없다. 하지만 나메크 성의 드래곤볼은 특별히 제한되는 것은 없다. 살리는 수도 많다.

## 나메크성의 드래곤볼
지구의 드래곤볼과 비교하면 엄청난 크기를 자랑한다. 나메크성의 신룡의 이름은 포룽가이며, 소원을 빌때에도 나메크어가 아니면 소원을 들어주지 않는다. 지구의 드래곤볼과는 달리 빌수 있는 소원의 수가 3개이며, 지구의 드래곤볼과 비교하면 들어줄 수 있는 소원의 제한이 상당히 적다. 프리저전 이후 한층 더 강화된 모습을 보이기도 했다.
1. ↑  미스터 사탄과 중복. 게다가 겐다 텟쇼, 시영준 모두 원피스의 카이도를 맡은 성우다.